# Ajamu Baly
Ajamu G. Baly (Sint Maarten, 15 augustus 1977) is sedert 10 oktober 2022 de tweede gouverneur van Sint Maarten.

## Loopbaan
Ajamu Baly werd geboren en getogen in Sint Maarten. Hij was leerling aan de Sister Borgia Elementary School in Philipsburg en het Milton Peters College. Vervolgens verhuisde hij naar Nederland, waar hij rechten studeerde aan de Universiteit van Amsterdam.
Na zijn afstuderen keert Baly terug naar Sint Maarten en start zijn carrière aan het Ministerie van Justitie en Veiligheid, sectie juridische zaken. In 2014 maakt hij een overstap naar de Raad van Advies van Maarten als secretaris-directeur. Naast deze post was hij vanaf februari 2022 tevens plaatsvervangend rechter-commissaris in strafzaken aan het Gemeenschappelijk Hof van Justitie van Aruba, Curaçao, Sint Maarten en van Bonaire, Sint Eustatius en Saba. Baly was actief in verschillende commissies en bestuurlijke functies, waaronder als lid van de Raad van Commissarissen van Centrale Bank van Curaçao en Sint Maarten vanaf 2017.
Na zijn benoeming door de Rijksministerraad tot gouverneur van Sint Maarten trad Baly in oktober 2022 aan. Hij is de opvolger van Eugene Holiday.
Baly is gehuwd met Janique Baly en samen hebben zij een zoon en een dochter.